# Material compozit
Materialul compozit reprezinta un ansamblu de materiale distincte, care are caracteristici pe care nu le detin materialele constituente în parte. Aceste materiale au fost dezvoltate în industria aerospațială, din necesitatea controlării și îmbunătățirii proprietăților materialelor, în conformitate cu cerințele impuse de destinație.

## Definiție
Un material compozit reprezinta o combinație între două sau mai multe materiale diferite din punct de vedere chimic, cu o interfață între ele. Materialele constituente își mențin identitatea separată (cel puțin la nivel macroscopic) în compozit, totuși combinarea lor generează ansamblului proprietăți și caracteristici diferite de cele ale materialelor componente în parte. Unul din materiale se numește matrice și este definit ca formând faza continuă. Celălalt element principal poartă numele de armatura (ranforsare) și se adaugă matricei pentru a-i îmbunătăți sau modifica proprietățile. Armatura reprezintă faza discontinuă, distribuită uniform în întregul volum al matricei.”
Fibrele sunt elementul care conferă ansamblului caracteristicile de rezistență la solicitări. În comparație cu matricea, efortul care poate fi preluat este net superior, în timp ce alungirea corespunzătoare este redusă. Matricea prezintă o alungire și o tenacitate mult mai mari, care asigură că fibrele se rup înainte ca matricea să cedeze. Trebuie insa subliniat faptul că materialul compozit este un ansamblu unitar, în care cele două faze acționează împreună, așa cum sugerează curba tensiune–alungire pentru compozit.

## Clasificare
Considerate global, principalele categorii de compozite armate cu fibre sunt următoarele :
1. Compozite cu matrice polimerică – de obicei sunt rășini termorigide (epoxidice, poliimide sau poliesterice) sau termoplastice, armate cu fibre de sticlă, de carbon, de bor sau aramidice (Kevlar), cu monocristale ceramice sau, mai recent, cu fibre metalice. Sunt folosite mai ales în aplicații care implică temperaturi relativ joase de lucru (ajungând, în mod excepțional, pentru termoplastice fabricate prin injecție, la nivelul maxim de 400 °C).
2. Compozite cu matrice metalică – cel mai frecvent se bazează pe aliaje de aluminiu, magneziu, titan sau cupru, în care se introduc fibre de bor, de carbon (grafit) sau ceramice (de obicei de alumină sau carbură de siliciu). Temperatura de lucru (uzual de cel mult 800 °C) a unui astfel de compozit este limitată de nivelul punctului de înmuiere sau de topire care caracterizează materialul matricei.
Dacă aplicația avută în vedere implică temperaturi mari, atunci se recomandă folosirea ca matrice a unor aliaje pe bază de nichel sau a unor superaliaje. Dezavantajul acestora este că au greutăți specifice mari, ducând la creșterea masivității structurii finale.
3. Compozite cu matrice ceramică – au fost dezvoltate în mod special pentru aplicațiile cu temperaturi foarte ridicate de lucru (peste 1000 °C); cele mai utilizate materiale de bază sunt carbura de siliciu (SiC), alumina (Al2O3) și sticla, iar fibrele de armare uzuale sunt tot de natură ceramică (de obicei sub formă de fibre discontinue, foarte scurte).
4. Compozite “carbon-carbon” – cu matrice de carbon sau de grafit și armare cu fibre sau țesături de fibre de grafit; sunt foarte scumpe, dar și incomparabile cu alte materiale prin rezistența la temperaturi înalte (de până la 3000 °C), cuplată cu densitatea mică și coeficient mic de dilatere termica. 
Cele mai răspândite sunt compozitele armate cu fibre sunt fibra de carbon, fibra de sticla si Kevlar-ul.

## Tipuri de țesături
Țesatura este una din cele mai răspândite forme în care se pot găsi materialele compozite textile. Principalele tipuri de țesături de carbon sunt:
1. Plane
Acest mod de țesătură aterizează o alternantă simpla. Fiecare fir de urzeala trece alternativ peste și pe sub fiecare fir de bătătură. Orice tip de fir realizat din orice tip de fibră poate fi utilizat pentru o astfel de țesătură.
Avantajele acestei țesături sunt stabilitatea și porozitatea rezonabilă.
Ca și dezavantaje se număra draping-ul slab, nivelul înalt de încrețire al fibrelor care provoacă valori relativ joase ale proprietăților mecanice comparativ cu alte țesături.
Prin draping se înțelege proprietatea unui material textil de a se mula pe o suprafața complexă.
2. Twill
Unul sau mai multe fire de urzeala se țes alternativ peste și pe dedesubtul a doua sau mai multe fibre de bătătură, într-o secvență regulată și repetată, astfel încat sa se obțină efectul vizual al unei linii diagonale drepte sau întreruptă, pe fata sau chiar pe dosul pânzei.
Avantaje: datorită increțirii reduse, pânza are o suprafață plană și proprietăți mecanice mai bune.
3. Satin
Țesătura satin este în principiu o țesătură diagonală modificată pentru a produce câteva intersectări între urzeala și bătătură, pentru a obține un aspect neted, deoarece punctele de legatură nu sunt aranjate continuu. Ca rezultat al asimetriei, o fata a pânzei are mai multe fire de urzeală, in timp ce cealaltă are mai multe fibre de bătătură.
Țesătura crowfoot este o forma de țesătură satin cu diferite zig-zaguri într-o figura repetată.
Avantaje: țesătura satin conduce la producerea de pânze cu greutate mare pe unitatea de suprafață, foarte netede, cu un bun draping.
Dezavantaje: trebuie avută grijă la asamblarea mai multor straturi ale acestei pânze pentru a evita acumularea de tensiuni în produs datorită asimetriei.